# Pierre Humblet
Pierre Humblet, né à Mouscron le 8 septembre 1918 et mort à Bruxelles le 27 mai 1987, est un architecte belge.

## Biographie

### Vie et carrière architecturale
Pierre Humblet est diplômé d’architecture, en 1942, à l’École nationale supérieure d’Architecture et des Arts décoratifs (E.N.S.A.A.D.), La Cambre, dans l’atelier Jean De Ligne,. En 1946, il obtient son diplôme d’urbaniste à l’Institut Supérieur d’Urbanisme (I.S.U.), La Cambre. En 1947, il s’associe avec l’ingénieur J. Trenteseaux.
Pierre Humblet est issu d’une famille de scientifiques, composée majoritairement de médecins. Il épouse Françoise Colsoulle, également architecte, diplômée de l’ENSAAD La Cambre. Françoise Colsoulle n’exerce pas, mais se consacre à leurs quatre enfants. Leur fils, Marc Humblet, devient architecte.
Il est directeur de l’Office des cités africaines de Stanleyville (aujourd’hui Kisangani) de 1950 à 1955, à la suite de l’industrialisation du Congo. De 1955 à 1959, il y est Directeur des Etudes de l’Ouest à Léopoldville (aujourd’hui Kinshasa), et délégué général pour le Congo.
En 1960, à la suite de l’indépendance du Congo, il rentre en Belgique, à Bruxelles. En cette période d’après-guerre, l’architecture belge est en plein essor, il travaille d’abord une année avec l’architecte flamand Zoetewey avant de se lancer à son compte en créant son propre bureau d’architecture et d’urbanisme « P.C. Humblet architecte E.M.S.A. ». Il s’entoure d’une dizaine de collaborateurs, dont Marc Corbiau, Eric Ysebrant. Il dirige son cabinet, est l’auteur de chacun des projets, mais s’appuie sur ses associés pour la mise en œuvre de ceux-ci. Il réalise des habitations et des immeubles à appartements dans la région bruxelloise, surtout des demandes d’amis et de sa famille. Entre 1963 et 1974, il participe à la construction de l’université de Liège, au Sart Tilman,. De 1971 à 1979 il contribue à la construction de l’université catholique de Louvain, dans la ville nouvelle de Louvain-la-Neuve,. Entre 1971 et 1986, il retourne en Afrique, au Sénégal, pour des projets de rénovation et de réalisation d’hôpitaux. En fin de carrière, il est accueilli dans l’atelier d’architecture de Jean-Pierre Blondel et Odette Filippone, où il s’attèle à des projets de rénovation d’appartements parisiens.

### Fonctions
En plus de ces projets et réalisations architecturales, Pierre Humblet, est délégué belge aux conférences internationales sur le logement en pays sous-développés, en 1952 à Prétoria, et en 1959 à Nairobi. Il est membre de divers jurys de fin d’étude à l’E.N.S.A. La Cambre, et en 1981, il est professeur invité à l’Institut Supérieur d’Architecture de Saint-Luc de Tournai. En 1950, il écrit un article publié dans la revue d’architecture Rythme, concernant l’ « Utilisation des parois amovibles. – Leur influence sur la structure des immeubles ».
En 1957, il réalise un voyage d’étude de trois mois aux Etats-Unis, avec la « Belgian American Foundation » . Le but de cette mission est d’analyser les techniques de construction et de conception américaines. Il y rencontre de nombreux architectes et visite plusieurs de leurs réalisations : Skidmore, Owings and Merrill (S.O.M.), Philip Jonhson, Marcel Breuer, Eero Saarinen, Alvar Aalto, Minoru Yamasaki, Ludwig Mies van der Rohe, etc.. Ce voyage a influencé sa carrière, en mettant les questions de fonctionnalité et de tradition au service de la modernité.
Il porte une certaine admiration envers les architectes Richard Neutra et Louis Kahn. On peut remarquer certaines correspondances entre leurs travaux. Notamment dans le travail de l’espace, des ouvertures, des structures.

## Réalisations

### Réalisations majeures

#### Office des Cités Africaines
L’Office des cités africaines réalise au Congo une série d’intervention urbanistiques et architecturales. Pierre Humblet, y construit des logements et des équipements sociaux modernistes, tel que des écoles primaires, des hôpitaux, des dispensaires, des églises, etc. . Sa mission au Congo est considérable, il s’agit de son accomplissement le plus important.

#### Université de Liège au Sart Tilman
L’université de Liège au Sart Tilman, constitue un catalogue de l’architecture contemporaine en Belgique d’après-guerre. On y retrouve notamment Charles Vandenhove, Roger Bastin, Daniel Boden, André Jacqmain, etc.. Claude Strebelle en coordonne le plan directeur. En 1965, Pierre Humblet édifie le bâtiment des recherches en sciences physiques, en 1968, le laboratoire des travaux pratiques de physique, en 1967, l’amphithéâtre des sciences (avec Claude Strebelle), En 1970 le bâtiment de physique nucléaire et en 1974, l’annexe médicale au cyclotron.
L’Institut de physique exprime la modernité par l’usage du béton extérieur et intérieur, par le travail des circulations, de la lumière. Humblet caractérise le fonctionnalisme des premières années en maîtrisant l’intégration à la nature, répond aux exigences et s’adapte aux évolutions techniques.

#### Université Catholique de Louvain
Situé dans la vallée de la Malaise, à Ottignies, Raymond Lemaire suit les dicta du CIAM de Hoddesdon de 1951 en composant un noyau urbain piéton sur une dalle de béton. De nombreux architectes ayant travaillé au Sart Tilman sont rappelés pour cette nouvelle ville, constituant un catalogue d’architectes modernes de l’époque. On y trouve notamment Roger Bastin, Jean Cosse, Pierre Coulon et André Noterman, André Jacqmain, Charles Vandenhove, etc.. Pierre Humblet y construit en 1971, le bâtiment de Mécanique appliquée, en 1973, le lot de logements étudiants numéro 7 et en 1979, le bâtiment de la faculté de droit.

### Concours publics
- 1943 : 2e au concours Godecharles
- 1943 : 1er au concours de Marchovelette
- 1945 : 3e au concours de Jette pour un centre social
- 1946 : 3e au concours de la Renaissance des Ardennes
- 1948 : 3e au concours pour l’aménagement de La Fraineuse à Spa
- 1959 : 1er au concours international pour le centre culturel du Congo Belge à Léopoldville. L’appel d’idées public pose la question du parti de l’implantation des édifices et leurs volumes. Il compte 127 architectes participants, avec un jury présidé par Richard Neutra, et accompagné par Louis Herman De Koninck, Léon Stynen, Maurice Huisman, Ernesto Nathan Rogers, Cornelis van Eesteren, André Wogensky, etc.[22]. Pierre Humblet propose un détournement de la circulation, dispose un parc au centre et anticipe les questions architecturales[22]. Le projet n’a finalement pas abouti dû à l’indépendance du Congo.
- 1970 : projet retenu lors de la première phase du concours pour l’aménagement de la Plaine des Manœuvres, organisé par l’Université Libre de Bruxelles. Pierre Humblet, avec l’Atelier 12, ont proposé une ossature dictée par la trame des activités urbaines, en situant les espaces universitaires en lieux spécialisés, à l’arrière de ces activités, regroupant les deux zones linguistiques en des espaces bilingues[9].

### Liste des projets et réalisations en Belgique
- 1956 : Maison pour madame Colsoulle, Asse
- 1957 : Maison et cabinet médical pour le docteur Humblet, Courtrai
- 1960 : Maison pour monsieur Vandercam, Keerbergen
- 1960-71 : Rénovation de maison pour monsieur Vandercam Polman, Ohain
- 1960-61 : Maison personnelle et bureau, Uccle
- 1961 : Habitation pour monsieur et madame Tondeur, Braine le château
- 1962 : Maison pour monsieur Colsoulle Lambert, Alsemberg
- 1962-73 : Extension immeuble à appartements pour monsieur Vermeire, Evere, en collaboration avec M. Penafiel
- 1965 : Maison de monsieur et madame Tondeur, Braine le Château
- 1965 : Hôpital de 200 lits, Roulers, en collaboration avec Soetewey
- 1963-74 : Intervention dans la conception du domaine universitaire du Sart Tilman, Liège
- 1966 : Immeuble à appartements pour monsieur Slabbinck, Uccle
- 1968 : Maison pour monsieur Close, Linkebeek
- 1969 : Immeuble de bureaux et à appartements « Le Genève », avenue Louise, Bruxelles, en collaboration avec Gillès de Pelichy
- 1969 : Immeuble à appartements pour la société immobilière « Genevoise », Bruxelles, en collaboration avec Gillès de Pelichy
- 1970 : Villa pour monsieur et madame Wirsing, Tervuren
- 1973 : Immeuble à appartement pour monsieur Slabbinck, Uccle
- 1973-79 : Intervention dans la conception du complexe universitaire de l’université catholique de Louvain
- 1976 : Habitation pour monsieur et madame Vandercam Polman, domaine de Hanogrune, Lasne
- 1977 : Maison pour madame Vandercam, Waterloo
- 1978 : Maison pour monsieur Vandenborgh, Saint Médard
- 1979-81 : Ensemble de trois villas, Uccle
- 1982 : Façade du magasin « Comtesse » avenue Louise, Bruxelles
- 1983 : Maison pour monsieur Wirsing, Tervuren

### Liste des projets et réalisations à l'étranger
- 1955 : Maison personnelle, Stanleyville
- 1967 : Étude sanitaire de la région du fleuve, Sénégal
- 1971-86 : Rénovation et construction de divers hôpitaux au Sénégal (Saint-Louis, Ourossogui et N’Djoum) en collaboration avec M. Penafiel[23]